# مامه بابا تیام
مامه بابا تیام (فرانسوی: Mame Baba Thiam‎؛ زادهٔ ۹ اکتبر ۱۹۹۲) بازیکن فوتبال اهل سنگال است که در پست مهاجم برای باشگاه فوتبال ایوب اسپور در سوپر لیگ فوتبال ترکیه بازی می‌کند.

## دوران باشگاهی

### شروع فوتبال
تیام در ان‌گیدیله در منطقه لوگا در سنگال به دنیا آمد و در سن کم به ایتالیا مهاجرت کرد. او برای حضور در تیم نونهالان منطقهٔ ونتو انتخاب شده بود. در سطح باشگاهی فوتبالش را در تیم رئال سن مارکو در شهر ونیز آغاز کرد. در سال ۲۰۰۸ به ترویزو پیوست. در سال ۲۰۰۹ اینتر میلان او را همراه ساموئله لونگو از ترویزو به خدمت گرفت. او بلافاصله وارد تیم زیر ۱۷ سال اینتر شد و توانست ۴ گل در فصل عادی به ثمر برساند. در اوت ۲۰۰۹، تیام به دلیل حضور مهاجمانی چون دنیس آلیبک، ماتیا دسترو، سیمونه دل‌آنجلو، جوزپه آنگارانو و لونگو و ترافیک بیش از حد در خط حملهٔ اینتر، این تیم را به مقصد جوانان ساسوئولو ترک کرد. این تیم همچنین آلبرتو گالینتا را یه صورت قرضی جذب کرد و قرارداد گروهی دیگر از بازیکنان قرضی اینتر در ساسوئولو مانند پلگرینو آلبانزه، رافائله کونفورتو و جورجو شیاوینی را تمدید یا دائمی کرد. تیام در کنار دیگو فالچینلی دیگر بازیکن قرضی آکادمی اینتر، تنها مهاجمان فیکس این تیم بودند. با این حال مربی از سیستم‌های دیگری دارای تک مهاجم هم استفاده می‌کرد که در آن‌ها فالچینلی به تیام ترجیح داده می‌شد و با این وجود، تیام دفعات کمی بازی کرد. تیام توانست ۴ گل در آن فصل به ثمر برساند.

### انتقال‌های قرضی به سری سی۱
در ۳۰ اوت ۲۰۱۱، تیام اینتر میلان را به مقصد آولینو ترک کرد. او در بازی برابر ویارجو به جای جانلوکا د آنجلیس وارد میدان شد و نخستین بازی حرفه‌ای‌اش را انجام داد.

### استقلال

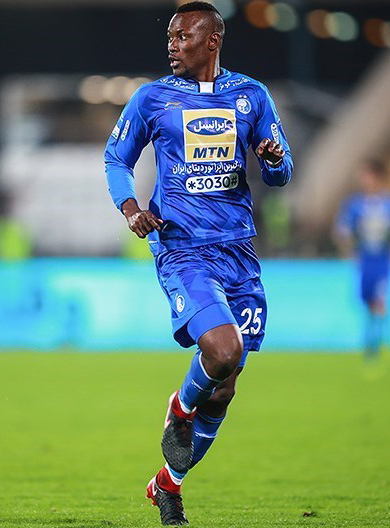
مامه تیام در نخستین بازی‌اش برای استقلال

تیام در ۱۷ بهمن ۱۳۹۶ (۶ فوریه ۲۰۱۸)، پس از گذراندن تست‌های پزشکی، با قراردادی به مدت یک سال و نیم به استقلال پیوست. پس از پیوستن به استقلال، پیراهن شماره ۲۵ در لیگ برتر و شماره ۷ در لیگ قهرمانان آسیا به او تعلق گرفت.
تیام در تاریخ ۱۹ بهمن ۱۳۹۶ در برد ۳–۰ استقلال برابر سپیدرود در دقیقه ۸۲ به جای علی قربانی به زمین آمد تا نخستین بازی‌اش را برای استقلال انجام دهد. نخستین شروع وی در استقلال در بازی برابر الهلال در لیگ قهرمانان آسیا انجام گرفت و در این بازی توانست نخستین گلش را برای استقلال به ثمر برساند. این گل دویستمین گل استقلال در لیگ قهرمانان آسیا بود و استقلال به نخستین تیم ایرانی تبدیل شد که به این آمار دست یافته است. با این گل استقلال با نتیجه ۱–۰ برابر تیم عربستانی پیروز شد و تیام هم به دلیل نمایشی که داشت بهترین بازیکن زمین نام گرفت. تیام با به ثمر رساندن دو گل در دومین بازی خود در ۵ اسفند، گلزنی‌اش را در لیگ برتر آغاز کرد. او همچنین یک پاس گل را در این بازی به نام خودش ثبت کرد. او در ۱۵ اسفند در بازی رفت برابر العین، دو بار دروازه این تیم را باز کرد و برای دومین بار پیاپی بهترین بازیکن نامیده شد. در ۱۳ اردیبهشت ۱۳۹۷ تیام با به ثمر رساندن تک گل استقلال در فینال جام حذفی تیمش را به قهرمانی رساند.
او در اوایل حضور در این تیم توانست این عنوان را به دست بیاورد؛ او در شب مرگ جی لوید ساموئل ستاره سابق استقلال توانست رکورد او را بشکند و به بهترین گلزن خارجی تاریخ باشگاه استقلال تبدیل شود و به عقیده خیلی از هواداران آن شب الماس سیاه دیگری در استقلال متولد شد. بعد از جدایی او از استقلال این رکورد توسط شیخ دیاباته شکسته شد.
او در مرحله ۱/۸ نهایی در برابر ذوب آهن اصفهان توانست هت تریک کند و سبب شود تا استقلال به مرحله بعدی صعود کند گل دوم تیام در آن بازی یکی از بهترین گل‌ها در مرحله ۱/۸ نهایی بود. AFC نیز در پیامی او را با آرین روبن تشبیه کرد. تیام توانست بهترین بازیکن در دور برگشت مرحله ۱/۸ نهایی شود که در این رده‌بندی احمد نوراللهی از پرسپولیس دوم شد.

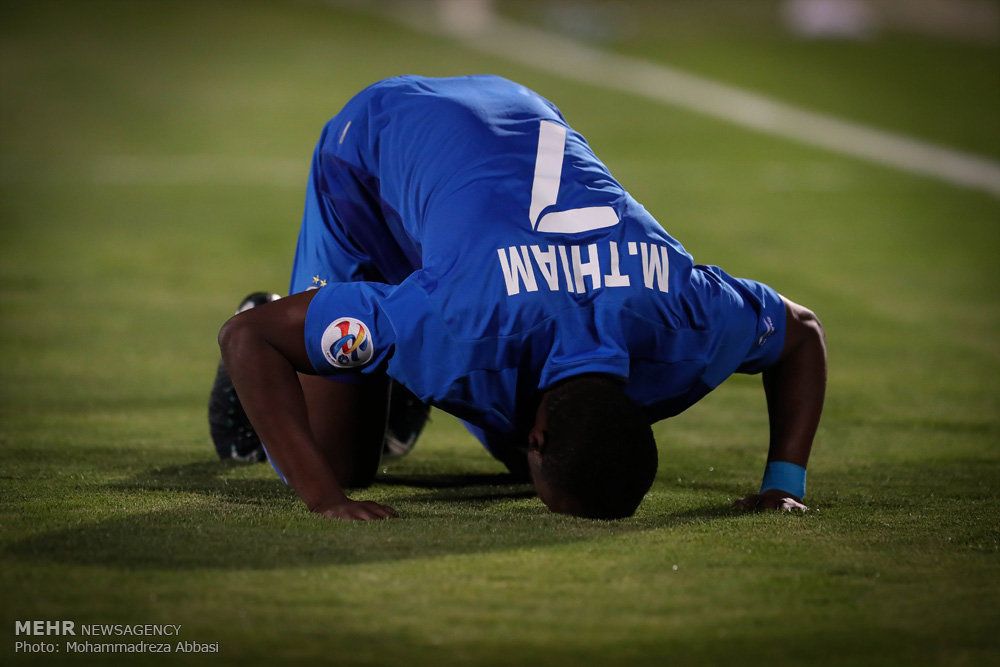

او با وجود مصدومیت‌های که در بسیاری از بازی‌ها داشت توانست تا این مرحله از لیگ قهرمانان آسیا ۷ بار گلزنی کند و در جایگاه سوم گلزنان آسیا قرار بگیرد. پس از این، در برخی رسانه‌های ورزشی مطرح شد که او مورد توجه باشگاه‌های بزرگ آسیایی است که مورد تأیید مدیر برنامه‌های او قرار گرفت.
تیام با زدن ۷ گل و درخشش در لیگ قهرمانان آسیا در تیم منتخب فصل ۲۰۱۸ لیگ قهرمانان آسیا قرار گرفت.
نخستین بازی مامه تیام در جام حذفی در فینال این مسابقات انجام گرفت او در دقایق پایانی نیمه اول توانست برای تیمش گلزنی کند و چند دقیقه بعد دچار مصدومیت شد استقلال با تک گل او قهرمان جام حذفی شد.

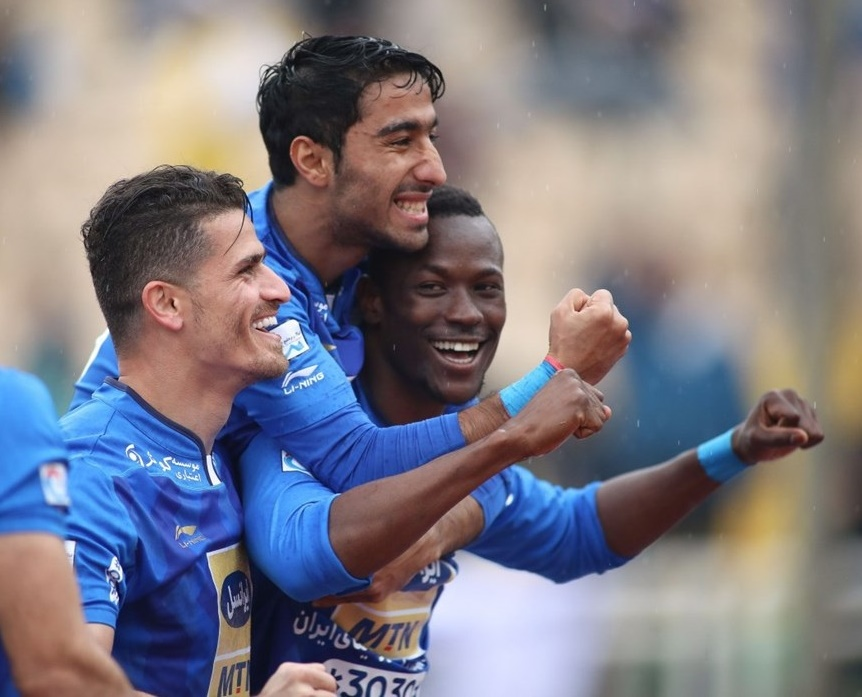

### عجمان
در ۸ اوت ۲۰۱۸، تیام با قراردادی دو ساله و مبلغی نامشخص به تیم اماراتی عجمان پیوست. او نخستین بازی‌اش برای این باشگاه را در ۳۰ اوت برابر النصر انجام داد و در آن بازی موفق به گلزنی شد.

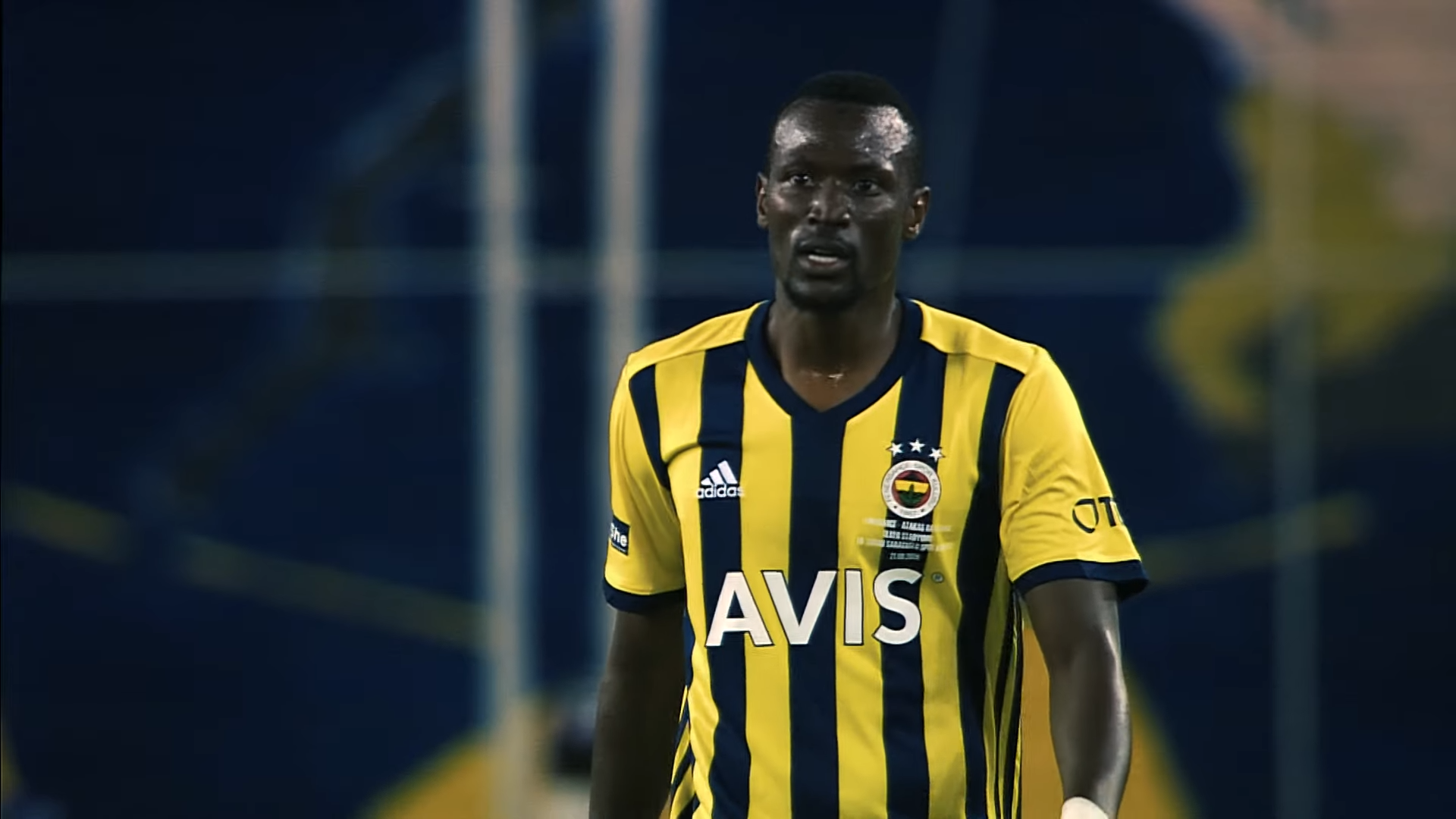
تیام با پیراهن تیم فنرباغچه

### قاسم‌پاشا
در ۲۴ ژوئن ۲۰۱۹، تیام با قراردادی دو ساله به قاسم‌پاشا در سوپر لیگ فوتبال ترکیه پیوست.

### فنرباغچه
وی پس از یک فصل حضور در قاسم‌پاشا از این تیم جدا و با قراردادی به ارزش دو میلیون بورو به تیم فنرباغچه پیوست.

### قیصریه‌اسپور
در سال ۲۰۲۱، تیام از تیم فنرباغچه جدا شد و به باشگاه قیصریه اسپور در لیگ برتر ترکیه پیوست و همراه با این تیم نایب قهرمان جام حذفی ترکیه شد وی تا پایان هفته هفدهم به صورت مشترک با ادین ژکو و مائورو ایکاردی با ۱۲ گل به عنوان آقای گل لیگ برتر ترکیه بود که به تیم پندیک‌اسپور که در رده نوزدهم جدول لیگ برتر ترکیه قرار داشت پیوست.

### پندیک‌اسپور
وی در ژانویه سال ۲۰۲۴ در نیم فصل لیگ برتر فوتبال ترکیه فصل ۲۴–۲۰۲۳ به تیم پندیک‌اسپور پیوست.

## آمار

### باشگاهی
تا تاریخ ۲۶ آوریل ۲۰۲۱
| باشگاه               | فصل                  | لیگ                  | لیگ    | لیگ  | جام حذفی | جام حذفی | بین‌المللی۱ | بین‌المللی۱ | دیگر جام‌ها | دیگر جام‌ها | مجموع  | مجموع |
| باشگاه               | فصل                  | دسته                 | بازی‌ها | گل‌ها | بازی‌ها   | گل‌ها     | بازی‌ها     | گل‌ها       | بازی‌ها     | گل‌ها       | بازی‌ها | گل‌ها  |
| -------------------- | -------------------- | -------------------- | ------ | ---- | -------- | -------- | ---------- | ---------- | ---------- | ---------- | ------ | ----- |
| آولینو               | ۲۰۱۲–۲۰۱۱            | سری سی               | ۲۶     | ۴    | ۰        | ۰        | _          | _          | _          | _          | ۲۶     | ۴     |
| مجموع آولینو         | مجموع آولینو         | مجموع آولینو         | ۲۶     | ۴    | ۰        | ۰        | _          | _          | _          | _          | ۲۶     | ۴     |
| ساوت تیرول           | ۲۰۱۳–۲۰۱۲            | سری سی               | ۲۹     | ۶    | ۱        | ۰        | _          | _          | _          | _          | ۳۰     | ۶     |
| مجموع ساوت تیرول     | مجموع ساوت تیرول     | مجموع ساوت تیرول     | ۲۹     | ۶    | ۱        | ۰        | _          | _          | _          | _          | ۳۰     | ۶     |
| ویرتوس لانچانو       | ۲۰۱۴–۲۰۱۳            | سری بی               | ۲۲     | ۳    | ۱        | ۰        | _          | _          | _          | _          | ۲۳     | ۳     |
| ویرتوس لانچانو       | ۲۰۱۵–۲۰۱۴            | سری بی               | ۳۴     | ۸    | ۲        | ۱        | _          | _          | _          | _          | ۳۶     | ۹     |
| مجموع ویرتوس لانچانو | مجموع ویرتوس لانچانو | مجموع ویرتوس لانچانو | ۵۶     | ۱۱   | ۳        | ۱        | _          | _          | _          | _          | ۵۹     | ۱۲    |
| زولته وارخم          | ۲۰۱۶–۲۰۱۵            | لیگ بلژیک            | ۲۸     | ۹    | ۱        | ۰        | _          | _          | _          | _          | ۲۹     | ۹     |
| مجموع زولته وارخم    | مجموع زولته وارخم    | مجموع زولته وارخم    | ۲۸     | ۹    | ۱        | ۰        | _          | _          | _          | _          | ۲۹     | ۹     |
| پائوک                | ۲۰۱۷–۲۰۱۶            | لیگ یونان            | ۱      | ۰    | ۲        | ۰        | ۵          | ۰          | _          | _          | ۸      | ۰     |
| مجموع پائوک          | مجموع پائوک          | مجموع پائوک          | ۱      | ۰    | ۲        | ۰        | ۵          | ۰          | _          | _          | ۸      | ۰     |
| امپولی               | ۲۰۱۷–۲۰۱۶            | سری آ                | ۱۵     | ۱    | ۰        | ۰        | _          | _          | _          | _          | ۱۵     | ۱     |
| مجموع امپولی         | مجموع امپولی         | مجموع امپولی         | ۱۵     | ۱    | ۰        | ۰        | _          | _          | _          | _          | ۱۵     | ۱     |
| استقلال              | ۹۷–۱۳۹۶              | لیگ برتر             | ۶      | ۴    | ۱        | ۱        | ۶          | ۷          | _          | _          | ۱۳     | ۱۲    |
| مجموع استقلال        | مجموع استقلال        | مجموع استقلال        | ۶      | ۴    | ۱        | ۱        | ۶          | ۷          | _          | _          | ۱۳     | ۱۲    |
| عجمان                | ۲۰۱۹–۲۰۱۸            | لیگ امارات           | ۱۷     | ۷    | ۴        | ۰        | _          | _          | ۰          | ۰          | ۲۱     | ۷     |
| مجموع عجمان          | مجموع عجمان          | مجموع عجمان          | ۱۷     | ۷    | ۴        | ۰        | _          | _          | ۰          | ۰          | ۲۱     | ۷     |
| قاسم‌پاشا             | ۲۰۱۹–۲۰۲۰            | لیگ ترکیه            | ۲۵     | ۱۱   | ۳        | ۱        | _          | _          | _          | _          | ۲۸     | ۱۲    |
| مجموع قاسم پاشا      | مجموع قاسم پاشا      | مجموع قاسم پاشا      | ۲۵     | ۱۱   | ۳        | ۱        | _          | _          | _          | _          | ۲۸     | ۱۲    |
| فنرباغچه             | ۲۰۲۰–۲۰۲۱            | لیگ ترکیه            | ۲۹     | ۶    | ۴        | ۲        | _          | _          | _          | _          | ۳۳     | ۸     |
| مجموع فنرباغچه       | مجموع فنرباغچه       | مجموع فنرباغچه       | ۲۹     | ۶    | ۴        | ۲        | _          | _          | _          | _          | ۳۳     | ۸     |
| مجموع آمار           | مجموع آمار           | مجموع آمار           | ۲۳۲    | ۵۹   | ۱۹       | ۵        | ۱۱         | ۷          | ۰          | ۰          | ۲۶۲    | ۷۱    |

۱ شامل بازی‌های لیگ اروپا و لیگ قهرمانان آسیا می‌شود.

## افتخارات

### باشگاهی

#### استقلال
- قهرمانی جام حذفی فوتبال ایران ۱۸–۲۰۱۷

#### پائوک
- قهرمانی جام حذفی فوتبال یونان ۲۰۱۷

#### جوانان اینترمیلان
- قهرمانی جام ویارجو ۱۱–۲۰۱۰

#### قیصریه اسپور
- نایب قهرمانی جام حذفی فوتبال ترکیه ۲۲–۲۰۲۱

### ملی

#### تیم ملی سنگال
- قهرمانی جام ملت‌های آفریقا ۲۰۲۱
- صعود به جام جهانی فوتبال ۲۰۲۲